# Alfred Grün
Alfred Grün, nemški general in pravnik, * 7. februar 1896, Augsburg, † 1. julij 1959, Verden.